# Wiktor Arnoldt-Russocki
Wiktor Feliks Arnoldt-Russocki (ur. 24 maja 1895 w Penkinach, zm. 26 maja 1956 w Londynie) – podpułkownik kawalerii Wojska Polskiego, dwukrotny kawaler Orderu Virtuti Militari.

## Życiorys
Urodził się 24 maja 1895 w Penkinach, w ówczesnym powiecie wyłkowyskim. Ukończył szkołę realną. Powołany do służby w armii rosyjskiej ukończył szkołę oficerską kawalerii. Podczas I wojny światowej służył w 5 pułku ułanów.
Po odzyskaniu niepodległości przez Polskę został przyjęty do Wojska Polskiego. Od grudnia 1918 był żołnierzem 12 pułku ułanów, a po przekształceniu 10 pułku ułanów. Brał udział w wojnie polsko-bolszewickiej w stopniu porucznika kawalerii w szeregach 10 puł, a za swoje czynny wojenne otrzymał Krzyż Srebrny Orderu Virtuti Militari. 
Został awansowany do stopnia porucznika kawalerii ze starszeństwem z dniem 1 czerwca 1919, a następnie do stopnia rotmistrza ze starszeństwem z dniem 1 lipca 1923. Po wojnie pozostawał oficerem 10 puł, stacjonującego w Białymstoku. Odbył kurs dowódców szwadronów organizowany w Grudziądzu, po czym pełnił stanowisko dowódcy szwadronu. 
Został awansowany do stopnia majora kawalerii ze starszeństwem z dniem 1 stycznia 1931. W marcu 1931 został wyznaczony na stanowisko dowódcy szwadronu zapasowego 10 puł. W maju 1934 został przeniesiony do 21 pułku ułanów w Równem na stanowisko kwatermistrza. W 1936 został przeniesiony do 17 pułku ułanów w Lesznie na stanowisko zastępcy dowódcy jednostki. Na stopień podpułkownika został mianowany ze starszeństwem z 19 marca 1939 i 9. lokatą w korpusie oficerów kawalerii.
Po wybuchu II wojny światowej w trakcie kampanii wrześniowej był I zastępcą dowódcy płk. Ignacego Kowalczewskiego, a w połowie września 1939 objął dowództwo jednostki (uczestniczył w bitwie nad Bzurą), po czym pod koniec miesiąca brał udział w obronie Warszawy ponownie jako zastępca dowódcy 17 pułku ułanów. Po poddaniu stolicy został wzięty do niewoli przez Niemców i był osadzony w oflagu (m.in. Oflag VII A Murnau). Za swoje czyny podczas wojny obronnej otrzymał Krzyż Złoty Orderu Virtuti Militari.
Po oswobodzeniu z niewoli 26 kwietnia 1945 był oficerem Polskich Sił Zbrojnych. Po zakończeniu wojny pozostał na emigracji. Zmarł 26 maja 1956 w Londynie. Został pochowany na cmentarzu Hanwell w Londynie.
Jego starszym bratem był Julian (ur. 1893), obaj razem służyli od I wojny światowej, później w 10 pułku ułanów.

## Ordery i odznaczenia
- Krzyż Złoty Orderu Wojennego Virtuti Militari (za wojnę 1939)
- Krzyż Srebrny Orderu Wojskowego Virtuti Militari nr 3505
- Krzyż Kawalerski Orderu Odrodzenia Polski (11 listopada 1937)[19][20]
- Krzyż Walecznych (dwukrotnie)[21]
- Medal Niepodległości (20 lipca 1932)[22]
- Srebrny Krzyż Zasługi (10 listopada 1928)[23][21]
- Medal Pamiątkowy Wielkiej Wojny (Francja)[24]
- Medal Zwycięstwa („Médaille Interalliée”)[21]